# Joshua Angrist
Joshua David Angrist (ur. 18 września 1960 w Columbus, w stanie Ohio) – amerykański ekonomista i wykładowca Massachusetts Institute of Technology. Laureat Nagrody im. Alfreda Nobla w dziedzinie ekonomii za 2021 rok razem z Davidem Cardem i Guidem Imbensem.
W 2021 r. został laureatem Nagrody im. Alfreda Nobla w dziedzinie ekonomii. Połowę nagrody otrzymał David Card za empiryczny wkład w ekonomię pracy, zaś drugą połowę, Angrist i Guido Imbens za wkład metodologiczny do analizy przyczynowo-skutkowej.

## Życie prywatne
W 2002 r. był świadkiem na ślubie Guido Imbensa (z Susan Athey), z którym dziewiętnaście lat później otrzymał Nagrodę Nobla.